# Капачки за бъдеще
„Капачки за бъдеще“ е доброволна инициатива на фондация „Лазар Радков“ за събиране на пластмасови капачки и бутилки, и алуминиеви кенчета. Средствата от предадените за рециклиране материали се използват за закупуване на кувьози, линейки и медицинска техника, предназначена основно за деца. През октомври 2017 година е закупен първият кувьоз за болницата в Червен бряг.

## Сътрудничество с „Лидл“
През март 2023 г. „Лидл България“ подкрепя инициативата, като започва безвъзмездно да събира, съхранява и предава материали за рециклиране. За една година клиентите на веригата даряват вторични суровини на стойност над 180 000 лева. Над 165 000 лв. от тази сума са събрани чрез автоматите за обратно приемане на пластмасови бутилки и кенове в магазините, а още 15 000 лв. е стойността на капачките, събрани в търговската мрежа на веригата – това са около 18 тона или приблизително 18 милиона капачки. Към 4 декември 2024 г. 52 000 лв. от събраните средства са използвани за медицинско оборудване за родилни, неонатологични и детски отделения в болниците в Перник, Монтана, Видин и Силистра. Закупени са реанимационни и болнични легла, апарати за обдишване, кислородни палатки и друго оборудване за нуждите на лечебните заведения.

## Използване на средствата
За 7 години, благодарение на кампанията, на различни лечебни заведения в страната са дарени 22 кувьоза, 6 детски линейки, 2 оф-роуд (планински) линейки и още над 40 медицински уреда. От началото на кампанията са рециклирани 1 000 000 кг пластмаса, а помощ са получили 40 болници в страната. Общата стойност на даренията надхвърля 1 милион лева, като 100% от даренията отиват за закупуване на апаратура или пътни разходи. Няма нито един човек, който да работи на заплата или да получава средства от фондацията. Разпределението на даренията по години е, както следва:
| година | дарения                                                           |
| 2017   | 1 кувьоз                                                          |
| 2018   | 2 кувьоза                                                         |
| 2019   | 18 кувьоза                                                        |
| 2020   | 8 пациентни монитора, 4 инфузионни помпи, 2 неонатални термолегла |
| 2021   | 1 линейка                                                         |
| 2022   | 3 линейки, 1 планинска линейка                                    |
| 2023   | 1 линейка, 1 планинска линейка, 1 транспортен кувьоз              |
| 2024   | 1 линейка                                                         |